# 9885 Linux
A 9885 Linux (ideiglenes jelöléssel 1994 TM14) a Naprendszer kisbolygóövében található aszteroida. A Spacewatch projekt keretében fedezték fel 1994. október 12-én.
Nevét a Linux operációs rendszer után kapta.